# Зубари (Орловская область)
Зубари — деревня в Болховском районе Орловской области России. Входит в состав Михнёвского сельского поселения.

## География
Деревня находится в северной части Орловской области, в лесостепной зоне, в пределах центральной части Среднерусской возвышенности, к северу от реки Рог, на автодороге Р92, на расстоянии примерно 4 км (по прямой) к северо-северо-востоку (NNE) от города Болхов, административного центра района. Абсолютная высота — 172 м над уровнем моря.
Часовой пояс
Деревня Зубари, как и вся Орловская область, находится в часовой зоне МСК (московское время). Смещение применяемого времени относительно UTC составляет +3:00.

## Население
| 2010 |
| ---- |
| 7    |

Половой состав
По данным Всероссийской переписи населения 2010 года, в гендерной структуре населения мужчины составляли 28,6 %, женщины — соответственно 71,4 %.
Национальный состав
Согласно результатам переписи 2002 года, в национальной структуре населения русские составляли 100 % из 5 чел.